# Studio 60 on the Sunset Strip
Studio 60 on the Sunset Strip è una serie televisiva statunitense ideata da Aaron Sorkin, che ha debuttato sulla NBC nel settembre del 2006. È ambientata nel dietro le quinte di un programma televisivo notturno, simile al Saturday Night Live, il cui studio si trova lungo la Sunset Strip di West Hollywood. La dirigente addetta all'intrattenimento, Jordan McDeere, per risollevare le sorti del programma, dopo una disastrosa diretta, chiama l'autore Matt Albie e il produttore esecutivo Danny Tripp per salvare lo show.
La serie è composta da una stagione per un totale di 22 episodi, tra i protagonisti vi sono Matthew Perry (Friends), Bradley Whitford (West Wing - Tutti gli uomini del Presidente), Amanda Peet e Steven Weber. La serie vede la presenza di guest star come Christine Lahti, Eli Wallach e John Goodman: quest'ultimo per la sua interpretazione si è aggiudicato un Emmy Award.
In Italia, la prima e unica stagione della serie è stata trasmessa in prima visione assoluta dal 13 novembre 2008 al 29 gennaio 2009 su Joi, canale a pagamento del digitale terrestre Mediaset Premium. In chiaro, l'intera serie è stata trasmessa dal 28 aprile al 7 luglio 2009 in prima serata dal canale satellitare RED TV e ogni appuntamento era accompagnato da una breve introduzione curata da Guia Soncini.

## Episodi
| Stagione       | Episodi | Prima TV USA | Prima TV Italia |
| -------------- | ------- | ------------ | --------------- |
| Stagione unica | 22      | 2006-2007    | 2008-2009       |